# ウェイン・オデスニク
ウェイン・オデスニク（Wayne Odesnik, 1985年11月21日 - ）はアメリカ合衆国の元男子プロテニス選手である。自己最高ランキングはシングルス77位。左利き。バックハンド・ストロークは両手打ち。

## 経歴
3歳のときに家族とともに南アフリカ共和国からアメリカに移民として渡米、7歳でテニスを始めた。
2001年にプロとなり、2003年にジャマイカで開かれた大会で優勝した。2004年にはワイルドカードエントリーから全米オープンに出場を果たした。
2005年にはハワイで行われた大会で2週連続優勝した。
2007年には当時世界ランク11位のイワン・リュビチッチ、2009年には同36位のイーゴリ・クニツィンを破った。
2009年にヒューストンで行われた全米男子クレーコート選手権で準優勝。決勝でレイトン・ヒューイットに敗れた。
2010年全豪オープンでヒト成長ホルモンの所持により当初2年間の出場停止処分を受けたが、その後出場停止期間は短縮され、2011年1月にATPツアーに復帰した。
2014年12月競技外のドーピング検査でアナボリックステロイドが検出された。2015年3月に歴代最長となる15年間の出場停止処分を受け現役引退を発表した。

## ATPツアー決勝進出結果

### シングルス: 1回 (0勝1敗)
| 大会グレード                            |
| グランドスラム (0-0)                    |
| ATPワールドツアー・ファイナル (0-0)     |
| ATPワールドツアー・マスターズ1000 (0-0) |
| ATPワールドツアー・500シリーズ (0-0)    |
| ATPワールドツアー・250シリーズ (0–1)    |

| サーフェス別タイトル |
| ハード (0–0)         |
| クレー (0-1)         |
| 芝 (0-0)             |
| カーペット (0-0)     |

| 結果   | No. | 決勝日        | 大会         | サーフェス | 対戦相手               | スコア   |
| ------ | --- | ------------- | ------------ | ---------- | ---------------------- | -------- |
| 準優勝 | 1.  | 2009年4月12日 | ヒューストン | クレー     | レイトン・ヒューイット | 2-6, 5-7 |

## 4大大会シングルス成績
略語の説明
| W | F | SF | QF | #R | RR | Q# | LQ | A | Z# | PO | G | S | B | NMS | P | NH |

W=優勝, F=準優勝, SF=ベスト4, QF=ベスト8, #R=#回戦敗退, RR=ラウンドロビン敗退, Q#=予選#回戦敗退, LQ=予選敗退, A=大会不参加, Z#=デビスカップ/BJKカップ地域ゾーン, PO=デビスカップ/BJKカッププレーオフ, G=オリンピック金メダル, S=オリンピック銀メダル, B=オリンピック銅メダル, NMS=マスターズシリーズから降格, P=開催延期, NH=開催なし.
| 大会           | 2004 | 2005 | 2006 | 2007 | 2008 | 2009 | 2010 | 2011 | 2012 | 2013 | 2014 | 2015 | 通算成績 |
| -------------- | ---- | ---- | ---- | ---- | ---- | ---- | ---- | ---- | ---- | ---- | ---- | ---- | -------- |
| 全豪オープン   | A    | A    | LQ   | LQ   | 1R   | 1R   | 2R   | A    | A    | LQ   | 1R   | LQ   | 1–4      |
| 全仏オープン   | A    | A    | A    | LQ   | 3R   | 1R   | A    | A    | LQ   | LQ   | A    | A    | 2–2      |
| ウィンブルドン | A    | A    | A    | A    | 1R   | 1R   | A    | A    | 1R   | 1R   | LQ   | A    | 0–4      |
| 全米オープン   | 1R   | LQ   | 1R   | 2R   | 2R   | 1R   | A    | LQ   | LQ   | LQ   | 1R   | A    | 2–6      |